# Вежен
Вежен е връх в Златишко-Тетевенска планина, дял от Средна Стара планина, България, висок е 2198,1 метра.

## Местоположение
Намира се в Тетевенския Балкан. Представлява обширно заравнено плато. По основното му било се движи границата на резервата Царичина. В района на Вежен се намира единственият по-голям горски масив на бяла мура.

## Климат
Върхът се намира в планинска природна област. Зимите са сурови с много ниски температури, силен вятър и снежни бури. В последните зимни месеци и началото на пролетта снежната покривка достига дебелина до 2 м, затова често се образуват и лавини. Дълбоките снегове дават началото на река Бели Вит.

## Маршрути
- Основен изходен пункт от север е от село Рибарица до хижа Вежен. Изкачването от хижа Вежен става по скален ръб, обезопасен с метални въжета.
- Възможно е изкачване и от юг – град Клисура, както и от Копривщица.

## Други
Името на Вежен носи улица в квартал „Лозенец“ в София (Карта).